# Ramón de Campoamor

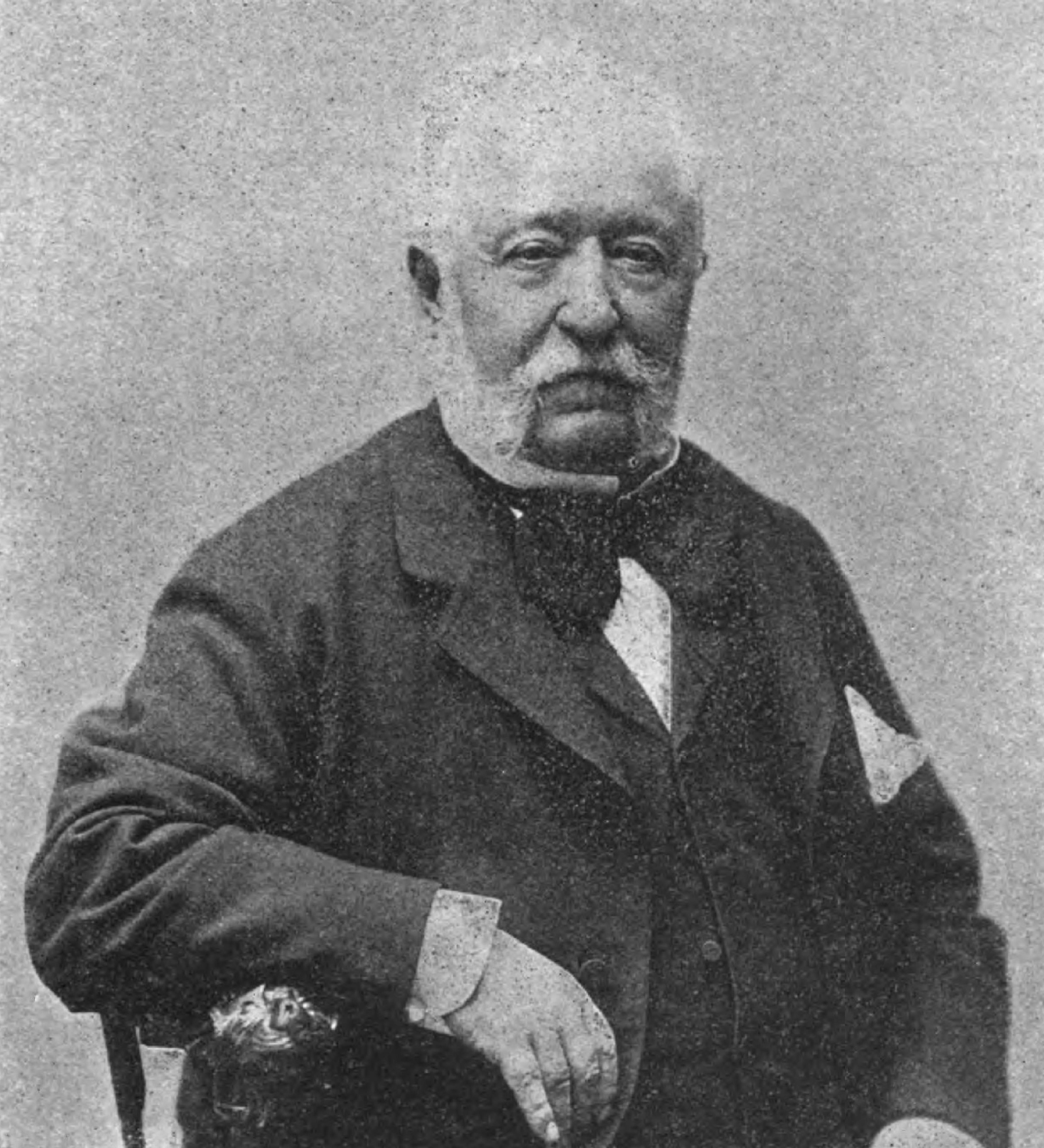
Ramón de Campoamor.

Ramón de Campoamor y Campoosorio, född den 24 november 1817 i Navia (Asturien), död den 11 februari 1901 i Madrid, var en spansk skald och politiker. 
Efter teologiska och filosofiska studier i Santiago och Oviedo, under vilka Campoamor drogs till mysticismen och var nära att ingå i jesuitorden, begav han sig vid 20 års ålder till Madrid, idkade medicinska och matematiska studier samt tvekade mellan läkarens och juristens bana, tills han slutligen valde skaldens och politikerns. Som politiker var han avgjort konservativ. "I praktiken", sade han själv, "är jag konservativ, ty revolutionen, om än legitim ättling av en idé, är vedervärdig för mig på grund av det oestetiska sätt, varpå den realiseras." Med pennan bekämpade han också demokratin, i synnerhet Castelar, under det att han som deputerad iakttog en envis tystnad i parlamentet. Campoamor var en tid civilguvernör i Alicante och Valencia och blev slutligen statsråd. Även i vers gav han uttryck åt sin anslutning till det bestående genom flera hyllningsdikter till drottning Isabella och hennes mor, exdrottning Maria Kristina, då denna senare utvisades 1840. Spanska akademien kallade honom 1861 till ledamot, och från denna tid lämnade han alltmera politiken för skaldekonsten.
Inom sitt eget land åtnjuter Campoamor äran av att vara århundradets störste skald, och hans rykte har gått långt över Pyrenéerna. En av Spaniens främsta kritiker, Revilla, har sagt: "Campoamor har framkallat i vår litteratur en fullkomlig revolution och står värdigt i spetsen för dem, som bildar en ny litterär epok." Samma erkännande ges Campoamor av Leopoldo Alas (Clarín). Under mer än femtio år intog också Campoamor första platsen bland spanska skalder, och var under hela denna tid föremål för idel beundran av kritik och publik, och vid hans död uppstämdes en enstämmig lovsång över el gran anciano, som på samma gång var el eterno joven, el bueno Don Ramón.
Men redan ett år efter Campoamors död började lovprisandet något reduceras, då kritikern Bobadilla (Fray Candil) med anledning av Ortega Munillas i spanska akademien hållna inträdestal över Campoamor, sökte begränsa dennes förtjänster till "att ha avklätt den spanska poesin dess traditionella akademiska form" och stämplade hans vers som ojämn och prosaisk. Andra röster höjdes senare mot det överdrivna beröm, som kom Campoamor till del under hela hans liv. Adolf Hillman skriver i Nordisk familjebok: "Med något afdrag på berömmet skall C. emellertid alltid erkännas såsom en originell tänkare, en sällsynt stilist på vers och prosa, en genial konstnär, som icke följde de upptrampade vägarna, som såg klart, tänkte högt och kände djupt. Hans skeptiska naturell, klarheten, med hvilken han uttryckte sina tankar, och den koncisa formuleringen skola skänka hans arbeten bestående värde."
I opposition mot den enväldigt härskande romantiken utgav Campoamor sin första diktsamling, Poesias (1840), som visade klassiska förebilder. Första exemplet på hans originalitet är Fábulas (1842). Samma år utkom Ayes del alma, sonetter och madrigaler, politiska, filosofiska och erotiska dikter. År 1845 syntes i "El heraldo de Madrid" de första Doloras, som egentligen lagt grunden till Campoamors stora popularitet. Såväl namnet som själva diktformen anses skapade av Campoamor. Vad den senare beträffar, torde förebilder inte saknas hos Heine, Byron, Carolina Coronado, markis de Molins med flera, men Campoamor har emellertid tryckt sin personliga prägel på "la dolorosa campoamoriana", som är en beundransvärd miniatyrmålning, framställande sedelärande fabler och melankolisk-humoristiska, skeptisk-mystiska fantasier över livet. Campoamor föredrog själv med ackompanjemang av piano dessa "doloras" inför blomman av Madrids intelligenta och eleganta damvärld, och dikternas popularitet ökades än ytterligare genom avtryck i almanackor och på brevkort. I bokform utkom de 1846. Sin politiska trosbekännelse framlade Campoamor 1845 med Historia de las cortes reformadores, där han visar sig som avgjord anhängare av den bourbonska dynastin, och 1846 utkom Filosofia de los leyes med en rikedom av idéer och originella tankar. Colón (1851) är en episk dikt, som handlar om mycket annat än om Columbus, men är rik på skönhet. I El personalismo, en filosofisk avhandling, skildrar Campoamor sin religiösa kris vid 18 års ålder. 
År 1862 publicerade Campoamor mot Castelar, Canalejas och andra avancerade politiker en humoristiskt polemiserande skrift under titel Polémicas con la democracia och 1865 en filosofisk essay, Lo absoluto. Den världshistoriskt symboliska dikten El drama universal (1869) delar samma förtjänster och fel som "Colón". Pequeños poemas (1876) skiljer sig föga från "doloras" annat än till formen. I samlingen Cantares, 133 filosofisk-moraliska och erotiska sånger, upptar Campoamor den spanska folklyrikens former: copla, seguidilla et cetera, men den folkliga naiviteten saknas. I Poética (1883) ger Campoamor ett slags försvar för sina åsikter och arbeten gentemot kritiken, men detta försvar är fullt av motsägelser och paradoxer. Samma år utkom polemiken mot Juan Valera, La metafisica y la poesia och El ideismo, och året därpå Cánovas, en maliciös och kvick biografisk studie. Humoradas (1886) är en följd epigram och fabler, och El licenciado Torralba (1888) är grundad på Faustlegenden. Campoamors dramatiska arbeten, alla på vers, är Cuerdos y locos, El honor, Guerra á la guerra, El palacio de la verdad, Dies iræ och Glorias humanas. De mottogs med bifall av publiken men inte av kritiken, som med erkännande av deras lyriska skönhet fann dem i dramatiskt hänseende undermåliga. Dikter av Campoamor i svensk översättning förekommer i de av Göran Björkman utgivna "Moderskänslan" (1892) och "Genljud från Hesperien".